# دونالد فالي
دونالد فالي (بالإنجليزية: Donald Valle)‏ هو صاحب مطعم أمريكي، ولد في 1908 في ليتومانوبيلو في إيطاليا، وتوفي في 17 سبتمبر 1977.